# Thomas Troubridge (1. baronet)
Thomas Troubridge (ok. 1758–1807) – dowódca w brytyjskiej Royal Navy.

## Kariera morska
Troubridge pobierał naukę w St. Paul’s School w Londynie. Wstąpił do Royal Navy w roku 1773 i, razem z Horatiem Nelsonem, służył we Wschodnich Indiach na fregacie „Seahorse”. W roku 1785 powrócił do Anglii na pokładzie HMS „Sultan” jako flag-captain admirała sir Edwarda Hughesa. W maju 1794 roku otrzymał dowództwo fregaty „Castor”. Niedługo po tym, podczas eskortowania konwoju, jego okręt został przechwycony przez Francuzów, lecz wkrótce udało się go uwolnić. Po powrocie Troubridge otrzymał dowództwo HMS „Culloden”, trzeciorzędowego okrętu liniowego, na którym dowodził linią okrętów podczas bitwy koło przylądka św. Wincentego, będąc pochwalonym za inicjatywę i odwagę przez admirała sir Johna Jervisa. W lipcu 1797 roku asystował Horatio Nelsonowi w nieskutecznym ataku na Santa Cruz de Tenerife. W sierpniu 1798 roku, podczas przemieszczania się na pozycję przed atakiem na flotę francuską, „Culloden” osiadł na mieliźnie niedaleko wejścia do zatoki Abu Qir, w następstwie czego nie mógł wziąć udziału w bitwie w zatoce. Jednakże na prośbę Nelsona Troubridge odznaczony został złotym medalem upamiętniającym zwycięstwo .
Następnie Troubridge służył na Morzu Śródziemnym, w roku 1799 otrzymał tytuł baroneta; w lutym 1801 roku został Lordem Admiralicji oraz First Sea Lord. Awansowany na wiceadmirała (rear-admiral) 21 kwietnia 1804 roku, krótko przed swoją rezygnacją z pracy w Zarządzie Admiralicji w maju 1804 roku. W roku 1805 Troubridge wyznaczony został do dowodzenia wschodnią połową East Indies Station i wyruszył tam na HMS „Blenheim”. Po przybyciu na miejsce, zastaje rozkaz zmieniający miejsce jego przeznaczenia na Cape Station. W styczniu 1807 roku opuszcza Madras, kierując się na Przylądek Dobrej Nadziei, lecz u wybrzeży Madagaskaru „Blenheim”, stary i wysłużony okręt, napotkał cyklon, nabrał wody i zatonął, zabierając ze sobą na dno dowódcę wraz z całą załogą .

## Literatura
- Troubridge, Sir Thomas. W: Hugh Chisholm: Encyclopædia Britannica. Wyd. 11. T. 27. 1911. (ang.).
- N.A.M. Rodger: The Admiralty. Offices of State. Lavenham: T. Dalton Ltd, 1979. ISBN 0-900963-94-8. (ang.).